# Павленко, Сергей Михайлович
Сергей Михайлович Павленко (род. 31 августа 1951) — советский футболист, защитник.

## Биография
Воспитанник футбольной школы киевского «Динамо» (тренеры — Александр Леонидов и Виталий Голубев). Наиболее известным из его партнеров по ДЮСШ является Сергей Морозов, ставший чемпионом СССР в составе «Зари». На юношеском уровне выступал в нападении, а в дубле «Динамо» Михаил Коман перевел его на позицию опорного полузащитника.
За основной состав дебютировал 25 ноября 1969 в матче чемпионата СССР против «Динамо» Тбилиси. В следующем сезоне сыграл в двух кубковых играх против ворошиловградской «Зари». В двадцать лет перешел в харьковский «Металлист», который выступал в первой лиге. В команде Виктора Каневского был полноценным игроком основы и уже через год получил приглашение в клуб из высшей лиги — «Динамо» (Минск). В начале сезона сломал ногу и длительное время лечился. Смог восстановиться только осенью. В межсезонье клуб отказался от его услуг, и Павленко вернулся в Киев, где поддерживал форму в команде ветеранов «Динамо».
Вскоре Виктор Серебряников взял его во «Фрунзец». Своей игрой Павленко вновь привлек внимание клуба высшей лиги, на этот раз одесского «Черноморца». «Моряки» стали бронзовыми призерами первенства СССР, но его вклад был минимальным. В марте получил травму, из-за которой два месяца отсутствовал, и сыграл только две игры за основной состав (в чемпионате против киевского «Динамо»). В центре защиты в основной команде играли Вячеслав Лещук и Виталий Фейдман, а Павленко, который также играл на этой позиции, выступал за вторую команду. Но без награды не остался, так как дубль «Черноморца» также получили бронзовые медали 1974 года.
В новом сезоне начались разногласия со старшим тренером, Ахмедом Аласкеровым, и Павленко покинул одесский коллектив. В том году также защищал цвета сумского «Фрунзенца» и армейской команды из Тирасполя. Следующие два сезона стали лучшими в его футбольной карьере. «Армейцы» вернулись в Одессу, в 1976 стали бронзовыми призерами чемпионата УССР, а в 1977 — победителями турнира и получили путевку в первую лигу, где СКА играл уже без Павленко, его снова пригласил к себе клуб из элиты. В «Днепре» он выступал сначала под руководством Вадима Иванова, а потом Йожефа Сабо, который не видел перспектив для новичка в своей команде. Всего за днепропетровскую команду Павленко провёл семь матчей в чемпионате.
Следующей командой стал «Араз» Нахичевань. В Азербайджан поехал вместе с одесситами Александром Полищуком и Григорием Сапожниковым. В следующем году Павленко и Сапожников поехали в Баку, где стали игроками Нефтчи. «Нефтяники» сохранили место в элите, в чем был весомый вклад украинских футболистов. В 1980 Павленко завершил карьеру. Вернулся в Одессу, где работал в государственной таможенной службе, выступал за команды ветеранов одесского футбола.

## Достижения
- Чемпион УССР: 1977